# Festival GoEast 2018
Le Festival GoEast 2018, 18e édition du festival, s'est déroulé du 18 au 24 avril 2018.

## Déroulement et faits marquants
Le film November de Rainer Sarnet  remporte le Lily d'or du meilleur film. Le prix du meilleur réalisateur est remis à Bernadett Tuza-Ritter pour A Woman Captured.

## Sélection

### En compétition
- A Woman Captured de Bernadett Tuza-Ritter  Hongrie
- Aurora Borealis de Márta Mészáros  Royaume-Uni
- Ice Mother (Bába z ledu) de Bohdan Sláma  République tchèque  Slovaquie
- L'envers d'une histoire (Druga strana svega) de Mila Turajlić  Serbie
- The Marriage de Blerta Zeqiri  Kosovo  Albanie
- Le sac sans fond (Яхонты. Убийство) de Rustam Khamdamov  France
- November de Rainer Sarnet  Estonie  Pays-Bas  Pologne
- Our New President de Maxime Pozdorovkine  États-Unis  Russie
- Once Upon a Time in November (Pewnego razu w listopadzie) de Andrzej Jakimowski  Pologne
- The Miner de Hanna Slak  Slovaquie
- The Ancient Woods de Mindaugas Survila  Lituanie  Estonie  Allemagne
- Miracle de Eglė Vertelytė  Lituanie  Bulgarie  Pologne
- Falling de Marina Stepanska  Ukraine
- Sveta de Zhanna Issabayeva  Kazakhstan
- Twarz de Małgorzata Szumowska  Pologne
- Rezo de Leo Gabriadze  Russie
- The Dead Nation (Țara moartă) de Radu Jude  Roumanie

### Bioskop
- Eastern Business  (Afacerea Est) de Igor Cobileanski  Roumanie  Lituanie  Moldavie
- Brazils de Csaba M. Kiss et Rohonyi Gábor  Hongrie
- Budapest Noir de Éva Gárdos  Hongrie
- The Road Movie (Дорога) de Dmitrii Kalashnikov  Biélorussie
- Insect (Hmyz) de Jan Švankmajer  République tchèque  Slovaquie
- Lune de miel (Luna de miere) de Ioana Uricaru  Roumanie
- Manivald (Pelíšky) de Chintis Lundgren  Canada  Croatie  Estonie
- Salyut 7 (Салют-7) de Klim Chipenko  Russie
- Scary Mother de Ana Urushadze Modèle:Georgie  Estonie
- In Praise of Nothing de Boris Mitić  Serbie
- The Line (Čiara) de Peter Bebjak  Slovaquie

### Prague 1968
- When Grandpa Loved Rita Hayworth (Ab ins Paradies) de Iva Švarcová  Allemagne  Suisse
- Czechoslovakia, the Year of Trials de Anatoly Kolochine  Union soviétique
- L'Homme qui ment de Alain Robbe-Grillet  France  Tchécoslovaquie
- La Fête et les Invités (O slavnosti a hostech) de Jan Němec  Tchécoslovaquie
- Occupation 1968 de Stephan Komandarev, Marie Elisa Scheidt, Evdokia Moskvina, Linda Dombrovszky et Magdalena Szymków  République tchèque  Slovaquie  Bulgarie  Hongrie  Pologne
- Oratorio for Prague de Jan Němec  Tchécoslovaquie
- Cosy Dens (Pelíšky) de Jan Hřebejk  République tchèque
- Hear My Cry (Usłyszcie mój krzyk) de Maciej Drygas  Pologne

## Palmarès

### En compétition
- Lily d'or du meilleur film : November de Rainer Sarnet.
- Prix du meilleur réalisateur : Bernadett Tuza-Ritter pour A Woman Captured.
- Prix de la diversité culturelle : L'envers d'une histoire de Mila Turajlić.
- Mention spéciale : Rezo de Leo Gabriadze.
- Prix Fipresci du meilleur film : Ice Mother de Bohdan Sláma.
- Prix Fipresci du meilleur documentaire : A Woman Captured de Bernadett Tuza-Ritter.